# Rhaphium beringiense
Rhaphium beringiense är en tvåvingeart som beskrevs av Negrobov och John Richard Vockeroth 1985. Rhaphium beringiense ingår i släktet Rhaphium och familjen styltflugor. Inga underarter finns listade i Catalogue of Life.